# Breakup Buddies
Breakup Buddies (Chinees: 心花路放, Xīn huà lù fàng) is een Chinese roadmovie uit 2014 onder regie van Ning Hao. De film ging in première op het Internationaal filmfestival van Toronto en werd op het vasteland van China een groot kassucces. Ten tijde van de release was het met een opbrengst van RMB 1,1 miljard na Lost in Thailand (2012) en Journey to the West: Conquering the Demons (2013) de best verdienende Chinese film ooit.

## Verhaal
Omdat Geng Hao door een bittere scheiding heen gaat, besluit zijn beste vriend Hao Yi dat hij wel wat afleiding kan gebruiken en neemt hem mee op een reis overland van Beijing naar Dali in Yunnan, in de hoop dat Geng aldaar een onenightstand kan vinden. Onderweg komen ze allerlei bijzondere figuren tegen, zoals een cosplay-meisje, een luide prostituee en een knappe lesbienne. In Dali wordt Kang Xiaoyu gevolgd, die haar dagen in eenzaamheid doorbrengt in een hostel en hier onverwachts haar toekomstige echtgenoot zal ontmoeten.

## Rolverdeling
- Huang Bo als Geng Hao
- Xu Zheng als Hao Yi
- Yuan Quan als Kang Xiaoyu
- Zhou Dongyu als Zhou Lijuan 'Christina'